# Субрункціонатор
Субрункціонатор (від лат. subruncinare — «проріджувати, позбавляти бур’янів»)— у римській міфології незначний аграрний бог, покровитель вичищування і прополювання посівів якого часто називають «Той, хто прополює»,один із допоміжних божеств, відомих як indigitamenta, які асоціюються із Церерою — богинею землеробства. Його ім’я буквально означає «той, хто прополює». У складі цих допоміжних богів згадуються також інші функціональні постаті: Vervactor («той, хто оранить»), Messor («той, хто жне»), Insitor («той, хто сіє») тощо.

## Культ і обряди
Субрункціонатор згадується в контексті культу Церери, особливо під час весняних свят Feriae Sementivae — приурочених до засівання і благословення полів,кожна фаза землеробства мала свого покровителя, і нехтування одним із них вважалося ризиком для врожаю. Субрункціонатора викликали для забезпечення захисту від бур'янів під час посівів.
| Символ          | Значення                                     |
| --------------- | -------------------------------------------- |
| Серп або ніж    | Знаряддя для очищення поля, розсікання хаосу |
| Злакове поле    | Контрольована природа                        |
| Обрядова чистка | Аналогія до духовного очищення               |

## Символізм
Як «той, хто прополює», ця фігура може символізувати очищення, видалення небажаних елементів або ідею підтримання порядку шляхом усунення хаосу. Видалення бур’янів — це також метафора морального очищення. У деяких пізніх інтерпретаціях Субрункціонатор виступає як символ викоріння гріха, марнотратства чи порушення циклів природи.

## Міфологічна роль
У гіпотетичній міфології Субрунцинатор може відігравати роль божества або духу, пов'язаного з сільським господарством, зокрема, відповідального за забезпечення щедрих врожаїв шляхом збереження полів вільними від шкідливих бур'янів. Існує також жіночий архетип — богиня Runcina, що виконує суміжну роль у міфології й іноді згадується як паредра Субренцинатора.

## Літературна присутність
Якби субранципієнт був персонажем літератури або фентезійного всесвіту, він міг би служити охоронцем природи або вчителем, який викладає уроки рівноваги, працьовитості та важливості дбайливого ставлення до свого оточення.

## Культурний вплив
Вплив Субрункціонатора на культуру — хоч і непрямий — демонструє важливу рису римської цивілізації: прагнення структурувати природу через ритуал і розкласти життя на окремі, керовані етапи. У ширшому культурному контексті субранцифікатор може бути метафорою самодисципліни, заохочуючи людей «відсіювати» негатив зі свого життя, щоб сприяти особистісному зростанню та рівновазі.